# Leandro (ur. 1979)
Leandro, właśc. Leandro Silva Wanderley (ur. 19 kwietnia 1979 w Rio de Janeiro) – brazylijski piłkarz, występujący na pozycji lewego obrońcy.

## Kariera klubowa
Leandro rozpoczął piłkarską karierę w Américe FC w 1995, a grał w niej do 1998 roku. Lata 1999–2002 spędził we Vitórii. Z klubem z Salvador zdobył dwukrotnie mistrzostwo Stanu Bahia – Campeonato Baiano w 1999 i 2000.
W 2002 przeszedł do Cruzeiro EC i grał w nim do 2005. Z klubem z Belo Horizonte zdobył mistrzostwo stanu Minas Gerais – Campeonato Mineiro w 2003, 2004, 2005, mistrzostwo Brazylii i Puchar Brazylii 2003.
Dobra gra zaowocowała transferem do FC Porto. Leandro nie zdołał wywalczyć miejsca w składzie FC Porto podczas dwóch krótkich epizodów w 2005 i 2007. Z FC Porto był wypożyczany do kolejnych brazylijskich klubów: Cruzeiro EC, SE Palmeiras (mistrzostwo stanu São Paulo – Campeonato Paulista 2007) i Fluminense FC.
W drugiej części 2009 roku był ponownie zawodnikiem Vitórii. Od stycznia 2010 jest wypożyczony do Atlético Mineiro.